# Максимальна нуль-паливна маса
Максимальна нуль-паливна маса (англ. zero fuel weight (ZFW), МНПМ повітряного судна — це загальна маса літака і всього його вмісту за виключенням загальної кількості використаного пального на борту (невикористане пальне включається в МНПМ).
Наприклад, якщо ПС летить з масою у 5 тон, і маса пального на борту становить 500 кг, то МНПМ становить 4,5 тони. Пізніше, після того як було спожито 100 кг пального, загальна маса аероплана стала дорівнювати 4,9 тон (4 900 кг), вага пального відповідно 400 кг, але МНПМ не змінилась і становитиме 4,5 тони.
По мірі продовження польоту і споживання пального, загальна маса ПС зменшується, але МНПМ залишається сталою (якщо тільки не буде здійснене десантування парашутистів чи вантажів). Для багатьох типів літаків обмеження польотоздатності включають критерій МНПМ.
Більшість маленьких аеропланів не використовує обмеження по МНПМ. Для таких аеропланів з консольними крилами для визначення максимальної злітної ваги потрібно брати за основу розрахунок завантаження власне аероплан з нульовою масою пального.